# Ceratolobus subangulatus
Ceratolobus subangulatus är en enhjärtbladig växtart som först beskrevs av Friedrich Anton Wilhelm Miquel, och fick sitt nu gällande namn av Odoardo Beccari. Ceratolobus subangulatus ingår i släktet Ceratolobus och familjen Arecaceae. Inga underarter finns listade i Catalogue of Life.